# تنمية إيجابية للشباب

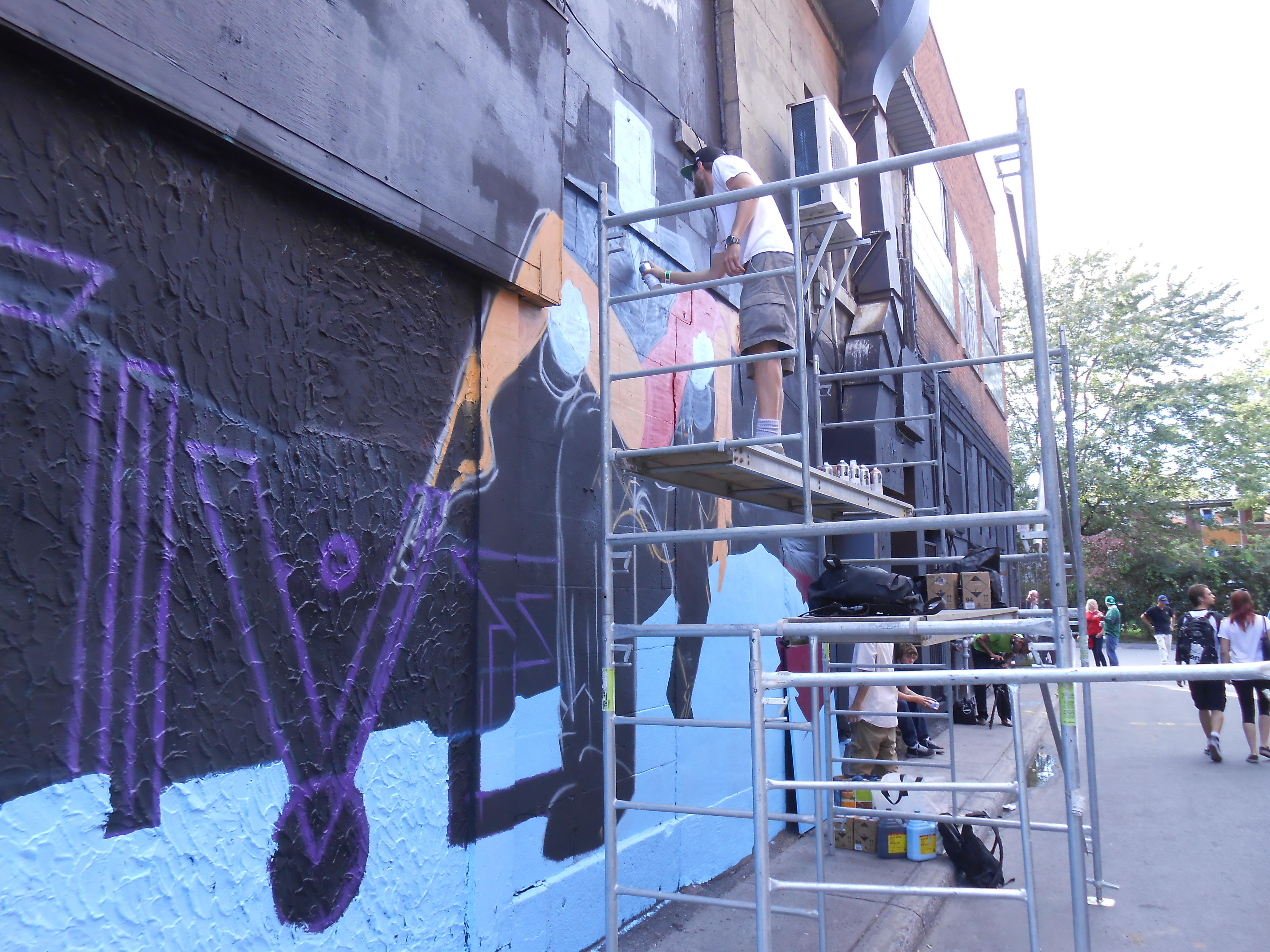
المشاركة الشبابية في آندر بريشر، وهو مهرجان الكتابة على الجدران في أمريكا الشمالية باستخدام المبادئ الإيجابية لتنمية الشباب.

التنمية الإيجابية للشباب (PYD) تشير إلى الجهود المتعمدة التي يبذلها الشباب الآخرون والبالغون والمجتمعات والوكالات الحكومية والمدارس لتوفير الفرص للشباب لتعزيز مصالحهم ومهاراتهم وقدراتهم. تستخدم التنمية الإيجابية للشباب في الأدبيات العلمية بواسطة الممارسين الذين يعملون مع الشباب للإشارة إلى البرامج المصممة لتحسين التقدم التنموي.
تختلف التنمية الإيجابية للشباب عن النهوج الأخرى تجاه الشباب في أنه يرفض التركيز على محاولة تصحيح ما هو «خطأ» مع سلوك الأطفال أو تطورهم. وتسعى البرامج والممارسون إلى التعاطف مع الأطفال وتثقيفهم وإشراكهم في الأنشطة الإنتاجية. وعلى الرغم من أن التنمية الإيجابية للشباب لم يستخدم بشكل خاص بعد، فقد استخدم في جميع أنحاء العالم لمعالجة الانقسامات الاجتماعية، مثل الاختلافات بين الجنسين والاختلافات العرقية. 

## خلفية
نشأت تنمية الشباب الإيجابية من نظرية النظم الإيكولوجية للتركيز على نقاط القوة للمراهقة. كما أنها متشابهة من الناحية النظرية مع مبادئ علم النفس الإيجابي. ومن وجهة نظر فلسفتها، فإن نظرية التنمية الإيجابية للشباب تقترح أنه «إذا كان للشباب علاقات مفيدة للطرفين مع شعوب ومؤسسات عالمهم الاجتماعي، فسيكونون في طريقهم إلى مستقبل مفعم بالأمل يتميز بمساهمات إيجابية في النفس والأسرة والمجتمع، والمجتمع المدني».
جاء الحافز الرئيسي لتنمية تنمية الشباب الإيجابية كاستجابة للأساليب السلبية والعقابية لنهج «تنمية الشباب التقليدي». ويؤدي النهج التقليدي إلى الربط بين التغيرات التي تحدث خلال سنوات المراهقة أو بداية أو بلوغ ذروتها لعدة مشاكل صحية واجتماعية هامة، بما في ذلك القتل والانتحار وتعاطي المخدرات وإساءة استعمالها والأمراض المنقولة جنسيا والحمل في سن المراهقة والحمل غير المخطط له. وهناك جانب آخر من النهج التقليدي يتمثل في أن العديد من المهنيين ووسائل الإعلام يساهمون فيه من خلال تصوير المراهقين بأنه «مشاكل لا مفر منها» تحتاج ببساطة إلى أن تكون ثابتة. وتوجد أدلة محددة على هذا النموذج «المتمحور حول المشاكل» في المجالات المهنية التي تتعامل مع الشباب. ويمكن أيضا إجراء العديد من الاتصالات لنموذج العدالة الجنائية الأمريكي الحالي الذي يفضل العقاب بدلا من الوقاية.
نما مفهوم وممارسة التنمية الإيجابية للشباب «من عدم الرضا عن وجهة نظر سائدة قلت من شأن القدرات الحقيقية للشباب من خلال التركيز على عجزهم بدلا من إمكاناتهم الإنمائية». ويمكن أن يساعد تشجيع التطور الإيجابي للمراهقين على التقليل من احتمال حدوث مثل هذه المشاكل عن طريق تيسير الانتقال الصحي إلى مرحلة البلوغ. 

## أهداف
تركز التنمية الإيجابية للشباب على النهوض الفعال بالتنمية البشرية المثلى، وليس على الدراسة العلمية للتغيير المرتبط بالعمر، وتمييزه عن دراسة تنمية الطفل أوتنمية المراهقين. أو كوسيلة فقط لتجنب السلوكيات الخطرة. وبدلا من إرساء نهجها الإنمائي في وجود المحن أو الخطر أو التحدي، فإن نهج التنمية الإيجابية للشباب ينظر في إمكانات وقدرات كل شاب على حدة. والسمة المميزة لهذه البرامج هي أنها تقوم على مفهوم أن الأطفال والمراهقين لديهم قوة وقدرات فريدة من نوعها لمرحلتهم التنموية، وأنها ليست مجرد «غير كافية» أو «غير المتطورة» البالغين. يقول ليرنر وزملاؤه: «إن الهدف من منظور تنمية الشباب الإيجابي هو تعزيز النتائج الإيجابية، وهذه الفكرة تتناقض مع منظور يركز على العقاب وفكرة أن المراهقين مكسورون».
التنمية الإيجابية للشباب هي رؤية، وأيديولوجية ومفردات جديدة للانخراط في تنمية الشباب. ويمكن تنظيم عقائدها في خمسة عوامل هي: الكفاءة والثقة والاتصال، والطابع، والرعاية. عندما تكون هذه العوامل الخمس موجودة، يتم تحقيق السادس وهو «المساهمة».

### دلائل الميزات
تعترف برامج تنمية الشباب الإيجابية عادة بالتغير السياقي في تجربة الشباب وفي ما يعتبر تنمية «صحية» أو «مثلى» للشباب في بيئات أو ثقافات مختلفة. هذه الحساسية الثقافية تعكس تأثير نظرية النظم الإيكولوجية برونفينبرينر. وينظر أيضا إلى تأثير نظرية النظم الإيكولوجية على التركيز الذي تضعه العديد من برامج تنمية الشباب على الترابط بين السياقات الاجتماعية المختلفة التي ينتقل من خلالها الشخص الإنمائي (مثل الأسرة والأقران والمدرسة والعمل والترفيه).
تلخص مبادرة «تنمية المهارات الشبابية» في جامعة مينيسوتا ثمانية عناصر رئيسية من البرامج التي تعزز بنجاح تنمية الشباب. مثل هذه البرامج آمنة جسديا وعاطفيا، وإعطاء الشباب شعورا بالانتماء والملكية وتعزيز قيمتها الذاتية، والسماح لهم لاكتشاف «أنفسهم» (الهويات والاهتمامات ونقاط القوة)، وتعزيز جودة عالية والعلاقات الداعمة مع أقرانهم والبالغين، ومساعدة الشباب على التعرف على القيم المتضاربة وتطوير أنفسهم، وتعزيز تنمية مهارات جديدة، والمتعة، ويكون الأمل في المستقبل.
بالإضافة إلى ذلك، فإن البرامج التي تستخدم مبادئ التنمية الإيجابية للشباب عموما لها واحدة أو أكثر من الميزات التالية:
- تعزيز الترابط
- تعزيز المرونة
- وتعزيز الكفاءة الاجتماعية والعاطفية والمعرفية والسلوكية والأخلاقية
- تعزيز تقرير المصير
- تعزيز الروحانية
- تعزيز الكفاءة الذاتية
- تعزيز هوية واضحة وإيجابية
- تعزيز الاعتقاد في المستقبل
- توفير اعترافا بالسلوك الإيجابي وفرص المشاركة الاجتماعية
- تعزيز التمكين
- تعزيز المعايير الموالية للمجتمع

## استخدام التنمية الإيجابية للشباب لمعالجة القوالب النمطية وعدم المساواة

### الجنس
يمكن استخدام المبادئ الإيجابية لتنمية الشباب لمعالجة أوجه عدم المساواة بين الجنسين من خلال الترويج لبرامج مثل «الفتيات العاملات». ويجري استخدام البرامج القائمة على النشاط البدني مثل «البنات على الركض» على نحو متزايد في جميع أنحاء العالم لقدرتها على تشجيع التنمية النفسية والعاطفية والاجتماعية للشباب. وتعزز «الفتيات العاملات» هذا النوع من برامج النشاط البدني من خلال استهداف النساء على وجه التحديد في محاولة للحد من النظرة الجنسانية في الساحة الرياضية التي يسيطر عليها الذكور. «الفتيات على تشغيل» هي منظمة غير ربحية بدأت في عام 1996 التي توزع برنامج تدريب لمدة 12 أسبوعا لمساعدة الفتيات على الاستعداد للمنافسة على التوالي 5K. ويتاح هذا البرنامج بالذات للطالبات من الصف الثالث إلى الخامس في جميع أنحاء الولايات المتحدة وكندا ليتم تنفيذه في أي من المدارس أو الإعدادات المجتمعية.
يمكن رؤية مثال آخر على المبادئ الإيجابية لتنمية الشباب التي تستخدم لاستهداف أوجه عدم المساواة بين الجنسين لدى الشباب في نهج التخطيط التخطيطي التشاركي في كيبيرا، كينيا. وقد مكن هذا الجهد الإنمائي المجتمعي المشاركين من الشعور بالأمان في مناقشة شواغلهم بشأن أوجه عدم المساواة بين الجنسين في المجتمع المحلي مع مجموعة الذكور المهيمنة. كما مكن هذا النهج الشباب من التعبير عن احتياجاتهم وتحديد الحلول الممكنة المتعلقة بمواضيع مثلفيروس نقص المناعة البشرية / الإيدز والعنف الأسري.

### الأقليات العرقية في الولايات المتحدة
يمكن استخدام التنمية الإيجابية للشباب في مكافحة الصورة النمطية السلبية المحيطة بالشباب من الأقليات العرقية في الولايات المتحدة. وقد تم توجيه برامج ما بعد المدرسة بشكل مباشر لتوليد مشاركة متزايدة للشباب الأمريكيين من أصل أفريقي وللاتيني مع التركيز على الإنجاز الأكاديمي وزيادة معدلات التخرج من المدارس الثانوية. وقد وجدت الدراسات أن برامج تستهدف الشباب الأمريكيين الأفارقة أكثر فعالية عندما تعمل على تعزيز الإحساس بهويتهم الثقافية. وقد تم استخدام التنمية الإيجابية للشباب حتى للمساعدة في تطوير وتعزيز الهويات الثقافية منالهنود الأمريكيين والشباب الأصليين ألاسكا. وقد استخدمت أساليب التنمية الإيجابية للشباب لتوفير بيئة داعمة لإشراك الشباب في الأنشطة التقليدية. وقد نفذت برامج مختلفة تتعلق بالرياضة واللغة والفنون والحرف اليدوية. وعادة ما يشار إلى البرامج الرياضية التي تستخدم المبادئ الإيجابية لتنمية الشباب ببرامج «تنمية الشباب القائم على الرياضة» (سبيد). ويدمج سبيد مبادئ التنمية الشبابية الإيجابية في تصميم البرامج والمناهج وتدريب المدربين.

## نماذج التنفيذ

### آسيا
تم قبول التركيبات الرئيسية للتنمية الإيجابية للشباب المذكور أعلاه في جميع أنحاء العالم مع بعض الفروق الإقليمية. على سبيل المثال، تم تطوير مقياس تنمية الشباب الإيجابي الصيني لوضع تصور لكيفية تطبيق هذه الميزات على الشباب الصينيين. وقد استخدم مقياس النمو الإيجابي للشباب الصيني كإجراء في دراسة عن الشباب الصينيين في المدارس الثانوية في هونغ كونغ، أشاروا إلى أن تنمية الشباب الإيجابية لها تأثير مباشر على الرضا عن الحياة والحد من سلوك المشاكل بالنسبة للشباب الصيني. ومن الأمثلة المحددة على تنفيذ التنمية الإيجابية للشباب في مشروع "التدريب الإيجابي للمراهقين من خلال البرامج الاجتماعية الشاملة" إلى مرحلة البلوغ: برنامج تعزيز شباب نادي الفروسية ". ويستهدف هذا البرنامج طلاب المدارس الإعدادية في هونغ كونغ (الصفوف من 7 إلى 9 في نظام أمريكا الشمالية). ويتكون البرنامج من فترتين، الأول منها هو منهج منظم يركز على 15 بنايات الاتحاد الديمقراطي الديمقراطي ومصممة لجميع الطلاب باعتبارها "مبادرة الوقاية العالمية". برنامج المستوى 2 هو نموذج وقائي أكثر انتقائية يستهدف مباشرة الطلاب ذوي الاحتياجات النفسية والاجتماعية الكبيرة التي حددتها مقدمي الخدمة الاجتماعية المدرسة. يتم تجنب التسمية "المعرضين للخطر" عمدا لأن المصطلح يدل على وصمة عار سلبية جدا في الثقافة الصينية، وبالتالي يثبط المشاركة في البرنامج. وتجدر الإشارة إلى أنه في حين أن وكالات العمل الاجتماعي الصينية تستهدف عادة الطلاب ذوي الاحتياجات النفسية والاجتماعية الأكبر، إلا أن هذه البرامج نادرا ما خضعت لتقييم منهجي شامل وتوثيق.

### أوروبا
في البرتغال، بدأ الاعتراف بالمبادئ الإيجابية لتنمية الشباب في السياقات الرياضية. وقد نفذت عدة برامج رياضية في البلد، ولكن يلزم إجراء المزيد من البحوث لتحديد فعاليتها في هذه المرحلة.

### أمريكا اللاتينية ومنطقة البحر الكاريبي
كما شهدت تنمية الشباب الإيجابية في شكل خدمة تطوعية للشباب في جميع أنحاء أمريكا اللاتينية ومنطقة البحر الكاريبي. ومن المكسيك ومنطقة البحر الكاريبي إلى أمريكا الوسطى والجنوبية، تم الاعتراف بهذا الشكل من أشكال التنفيذ لتشجيع التنمية الشخصية والمجتمعية، مع الإسهام في كثير من الأحيان في الحد من الفقر. وعلاوة على ذلك، ينظر إليه باعتباره وسيلة لتعزيز المشاركة المدنية من خلال مختلف فرص الخدمات في المجتمعات المحلية.
يمكن رؤية الجهود الإيجابية لتنمية الشباب في عمل وكالة الولايات المتحدة للتنمية الدولية بالتعاون مع مختلف الحكومات الإقليمية والقطاع الخاص في جميع أنحاء أمريكا اللاتينية ومنطقة البحر الكاريبي. وركز هذا العمل على توفير خيارات تعليمية أوسع نطاقا، وتدريب على المهارات، وفرص للشباب المحرومين اقتصاديا للحصول على التلمذة الصناعية. تعد مراكز سوبيريت في السلفادور مثالا على ذلك، إذ تدعمها الوكالة الأمريكية للتنمية الدولية بالاشتراك مع الشركات والمؤسسات الخاصة، وتوفر تعليما موسعا للطلاب ذوي الأداء العالي من خلفيات اقتصادية أفقر. اعتبارا من عام 2011، كان هناك 7 مراكز في السلفادور وأوسيد عن خطط لتوسيع هذا النموذج في جميع أنحاء أمريكا الوسطى. وفي البرازيل، يقدم برنامج جوفيم بلوس تدريبا على المهارات ذات الطلب المرتفع للشباب في المجتمعات المحلية المحرومة في ريو دي جانيرو والمنطقة الشمالية الشرقية من البلاد. وتشمل البرامج الأخرى «حركة الشباب ضد العنف» في غواتيمالا و «تعزيز الشباب من خلال العمالة» في جامايكا.